# Danseuse, fond noir, fauteuil rocaille
Danseuse, fond noir, fauteuil rocaille est un tableau réalisé par le peintre français Henri Matisse en septembre 1942 à l'hôtel Régina de Nice. De format horizontal, cette huile sur toile est une scène d'intérieur qui représente une danseuse vêtue de bleu étendue dans l'un des deux sièges jaunes d'une pièce au sol noir, l'autre étant un fauteuil rococo où sont posés une tasse et trois fruits. Acquise en 2021, l'œuvre est conservée au musée Artizon, à Tokyo, au Japon.